# Lancelot Brown
Lancelot Brown, detto Capability Brown (Kirkharle, 1716 – Londra, 6 febbraio 1783) è stato un architetto del paesaggio inglese, noto soprattutto per il suo peculiare stile architettonico dei giardini e dei parchi che venne definito «all'inglese», diffusosi poi anche nel resto dell'Europa in reazione  «allo stile francese» dominante fino alla seconda metà del Settecento.

## Biografia

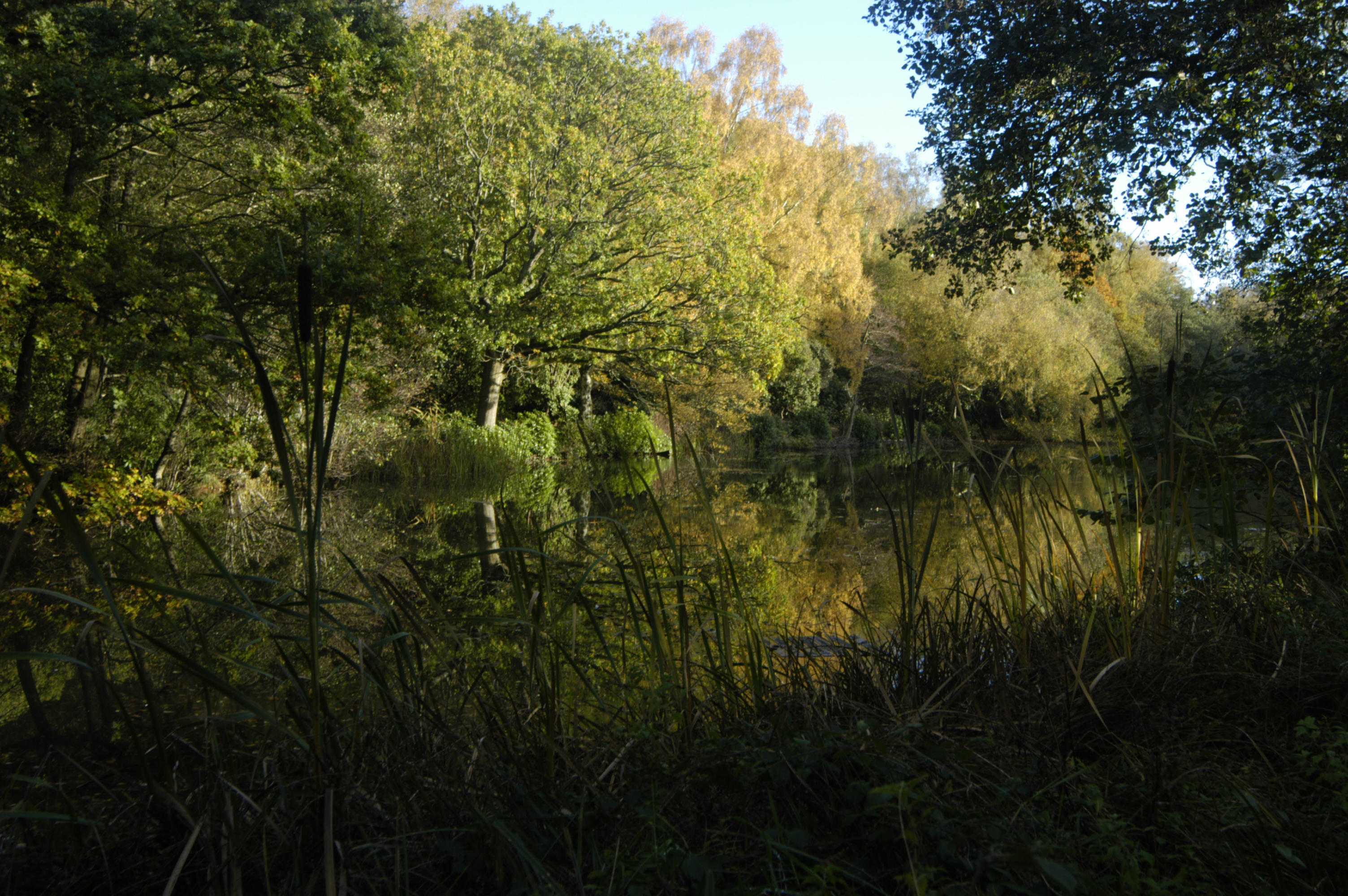
Lo stagno a Sandleford, Berkshire. Uno di una serie di ex stagni adattati da Brown, che era a Sandleford per conto della signora Montagu dal 1781.

### Giovinezza
Lancelot Brown nacque nel 1716 a Kirkharle, un piccolo villaggio nella regione di Northumberland, in una famiglia di piccoli proprietari terrieri. Dopo aver iniziato gli studi nella vicina cittadina di Cambo, li interruppe nel 1732 per lavorare nella magione di William Loraine, maturando così un vivo interesse per la botanica e l'orticoltura. Brown avrebbe poi lasciato la regione nel 1739: non ci è noto cosa lo portò a questa scelta, anche se più probabilmente lavorò a Kiddington (nei pressi di Oxford) e nel Lincolnshire.
Brown uscì dall'anonimato quando venne nominato capo-floricoltore dei giardini di Lord Cobham a Stowe, nel Buckingamshire, tra i più famosi e visitati di tutta l'Inghilterra. Fu proprio qui che il giovane Lancelot mise a punto le proprie doti da architetto del paesaggio, progettando la cosiddetta «Vallata Greca» e piantando migliaia di alberi. In questo modo egli iniziò a farsi notare e, anche grazie all'intercessione di Cobham, furono in molti a desiderare i suoi servigi: in questi anni, infatti, Brown intervenne anche nei parchi del fratello di Cobham e di Lord e Lady Denbigh, iniziando a stabilire quella fitta rete di contatti personali che gli avrebbe giovato per tutto il resto della sua carriera. Di grande beneficio fu anche il viaggio formativo in Italia che compì al seguito di Lord Burlington: nel Bel Paese infatti Brown venne a contatto con le pitture di Salvator Rosa e Claude Lorrain, dove viene rifiutata la simmetria e lo stile dei giardini francesi preferendo una natura serena, maestosa e soprattutto spontanea, percorsa da elementi architettonici che si fondevano armoniosamente con il verde.
Volendo conferire un impulso decisivo alla propria carriera Brown decise di aumentare la propria erudizione architettonica: quest'ultima fu coltivata soprattutto con la lettura dei testi di William Kent, altro architetto paesaggista che esercitò un'influenza duratura sul giovane Lancelot. Non per questo Brown trascurò piaceri meno intellettuali. Il 22 novembre 1744, infatti, sposò Bridget Wayet, una fanciulla del Lincolnshire incontrata probabilmente tra il 1738 e il 1740: le nozze, celebrate nella piccola chiesa parrocchiale di Stowe, si rivelarono molto felici e furono coronate dalla nascita di quattro figli.

### Carriera
Sin dai tempi di Croome Brown era noto con il soprannome di Capability. Tale nomignolo gli era stato attribuito per via della sua abitudine di dire al cliente che il terreno sul quale sarebbe intervenuto aveva «great capabilities», ovvero grandi potenzialità, per dirla nel linguaggio corrente.
Alla morte di lord Cobham Brown decise di abbandonare Stowe e di svolgere il suo mestiere in modo libero e indipendente, senza essere vincolato da contratti esclusivi. Fu in questo modo che, dopo aver ristrutturato il parco della villa di Croome e del castello di Warwick, egli andò a vivere a Londra, nell'aristocratico quartiere di Hammersmith: lì strinse amicizia con numerose eminenti personalità del tempo, quali Horace Walpole, William Hogarth, David Garrick e soprattutto Joseph Banks, direttore dei giardini botanici di Kew.
Avvalendosi del talento acquisito e anche delle nuove conoscenze che aveva stabilito a Eton, città dove i figli erano andati a studiare, negli anni 1760 Brown consacrò definitivamente la sua affermazione sociale. Per sostenere il cospicuo numero di committenze al quale si trovò a carico decise anche di ricorrere alla collaborazione di alcuni aiutanti (come Samuel Lapidge e Jonathan Spyers) e di aprirsi un conto bancario presso la Drummond's Bank, istituto tradizionalmente associato al mondo artistico e architettonico britannico. Lavorò alacremente (troviamo il suo nome in più di 170 siti paesaggistici), guadagnando £6,000 annuali per i suoi servigi (£740,000 nel 2015 al netto dell'inflazione); venne persino nominato da Giorgio III Master Gardener di Hampton Court.
Lancelot Brown, infine, morì la mattina del 6 febbraio 1783 a Londra. Fu sepolto a Fenstanton, dove oggi è ricordato da un epitaffio scritto dal poeta William Mason:
(William Mason)

## Stile

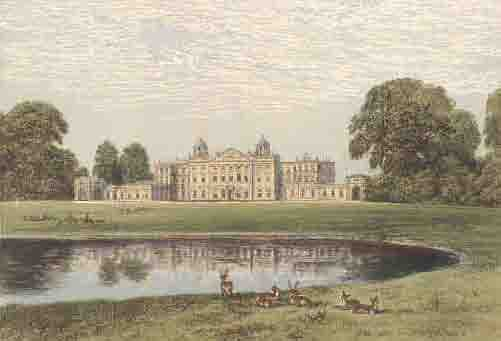
Badminton House, Gloucestershire

Lancelot Brown è stato uno dei maggiori artefici del cosiddetto giardino all'inglese. Sino ad allora, infatti, la scena botanica europea era dominata senza contrasto dai giardini alla francese, strutturati su uno schema preordinato e caratterizzati da una grande uniformità in nome di una sottomissione alle leggi della geometria. Ai formal gardens si opposero i cosiddetti landscape gardens, dove la natura non era più costretta in forme geometriche definite bensì era lasciata libera, selvaggia, in un libero succedersi di elementi naturali e artificiali come pagode, tempietti, ponticelli e via dicendo. Questa tendenza, ideata da William Kent, raggiunse il suo culmine proprio con Brown.
Nei suoi 170 parchi, costruiti sia per committenti privati che per la Corte d’Inghilterra, Lancelot Brown miscelava infatti vari elementi come boschetti, ondulazioni naturali, quinte d'alberi e corsi d'acqua in un mix che rispettava il genius loci del luogo, così da ottenere uno scenario che, pur essendo esteticamente gradevole, appariva spontaneo, rilassante, naturale per l'appunto. È lo stesso Brown a indicarci i requisiti per ottenere un simile effetto:
• Good execution

• A perfect knowledge of the country and the objects in it, whether natural or artificial

• Infinite delicacy in the planting etc.

• So much Beauty depending on the size of the trees and the colour of their leaves to produce the effect of light and shade so very essential to the perfecting of a good plan

• Hiding what is disagreeable

• Shewing what is beautiful

• Shade from the large trees

• Sweets [scents] from the smaller sorts of shrubs etc.»
• Una buona messa in opera

• Una conoscenza perfetta del luogo e degli oggetti ivi collocati, sia naturali che artificiali

• Infinita delicatezza nella piantumazione etc.
 
• Moltissima bellezza a seconda delle dimensioni degli alberi e del colore delle loro foglie, così da produrre quell'effetto di luce e ombra così essenziale per perfezionare un buon piano

• Nascondere ciò che è sgradevole

• Mostrare ciò che è gradevole

• Ombra dagli alberi di grandi dimensioni

• Dolci profumi dalle tipologie di arbusto più piccole etc.»
Brown definisce il suo stile anche facendo ricorso a una metafora che potremmo definire «grammaticale». La scrittrice Hannah More ci riporta infatti:

## Giardini e parchi
- Adderbury, Oxfordshire
- Addington Palace, Croydon
- Alnwick Castle, Northumberland
- Althorp, Northamptonshire
- Ampthill, Bedfordshire
- Appuldurcombe, Isle of Wight
- Ashburnham Place, East Sussex
- Ashridge, Hertfordshire
- Aske Hall, North Yorkshire
- Aston, Sheffield
- Astrop, Northamptonshire
- Audley End, Essex
- Aynhoe Park, Northamptonshire
- Badminton House, Gloucestershire
- Basildon, Reading
- Battle Abbey, East Sussex
- Beaudesert, Staffordshire
- Beechwood, Bedfordshire
- Belhus, Essex
- Belvoir Castle, Leicestershire
- Benham, Berkshire
- Benwell Tower, Newcastle on Tyne
- Berrington Hall, Herefordshire
- Blenheim Palace, Oxfordshire
- Boarstall, Buckinghamshire
- Bowood House, Wiltshire
- Branches, Suffolk
- Brentford, Ealing
- Brightling, Sussex
- Broadlands, Hampshire
- Brocklesby Park, Lincolnshire
- Burghley House, Lincolnshire
- Burton Park, West Sussex
- Burton Pynsent
- Byram, Yorkshire
- Cadland, Hampshire
- The Backs, The Backs
- Capheaton, Northumberland
- Cardiff Castle
- Castle Ashby, Northamptonshire
- Caversham, Berkshire
- Chalfont House, Buckinghamshire
- Charlecote, Warwickshire
- Charlton, Wiltshire
- Chatsworth House, Derbyshire
- Chilham Castle, Kent
- Chillington Hall, West Midlands
- Church Stretton Old Rectory, Shropshire
- Clandon Park, Surrey
- Claremont, Surrey
- Clumber Park, Nottinghamshire
- Compton Verney, Warwickshire
- Coombe Abbey, Coventry
- Corsham Court
- Croome Park
- Dodington Park, Gloucestershire
- Euston Hall
- Fawley Court, Oxfordshire
- Gatton Park, Surrey
- Grimsthorpe Castle
- Hampton Court Palace, Surrey
- Harewood House Leeds
- Highclere Castle
- Himley Hall, Staffordshire
- Holkham Hall, Norfolk
- Holland Park, Londra
- Hornby Castle, Yorkshire
- Howsham, York
- Ickworth House, Suffolk
- Ingestre, Staffordshire
- Ingress Abbey
- Kelston, Somerset
- Kew Gardens, SW Londra
- Kiddington, Oxfordshire
- Kimberley, Norfolk
- Kimbolton Castle, Cambridgeshire
- King's Weston House, Bristol
- Kirkharle, Northumberland
- Kirtlington, Oxfordshire
- Knowsley, Liverpool
- Kyre Park, Herefordshire
- Lacock Abbey, Wiltshire
- Laleham Abbey, Surrey
- Langley, Berkshire (ex Buckinghamshire)
- Langley Park, Norfolk
- Latimer, Buckinghamshire
- Leeds Abbey, Leeds Castle, Kent
- Littlegrove, Barnet, Londra
- Lleweni Hall, Clwyd
- Longford Castle, Wiltshire
- Longleat, Wiltshire
- Lowther, Cumbria
- Luton Hoo, Bedfordshire
- Madingley, Cambridgeshire
- Maiden Earley, Berkshire
- Mamhead, Devon
- Melton Constable, Norfolk
- Milton Abbey, Dorset
- Moccas, Herefordshire
- Moor Park, Rickmansworth, Hertfordshire
- Mount Clare, Londra
- Navestock, Essex
- Newnham Paddox, Warwickshire
- Newton Park, Newton St Loe, Somerset
- New Wardour Castle, Wiltshire
- North Cray Place, Sidcup, Bexley, Londra
- North Stoneham, Southampton, Hampshire
- Nuneham Courtenay, Oxfordshire
- Oakley, Shropshire
- Great Packington
- Ravenscourt Park, Londra
- Patshull, Staffordshire
- Paultons, Hampshire
- Peper Harow, Surrey
- Peterborough House, Hammersmith, Londra
- Petworth House, Sussex
- Pishiobury, Hertfordshire
- Porter's Park, Hertfordshire
- Prior Park Landscape Garden
- Ragley Hall
- Savernake Forest, Wiltshire
- Schloss Richmond (Richmond Palace) in Braunschweig, Germania
- Scampston Hall
- Sheffield Park Garden
- Sherborne Castle
- Sledmere House
- Stowe Landscape Garden
- Syon House
- Temple Newsam
- Thorndon Hall, Essex
- Tong Castle, Shropshire
- Trentham Gardens
- Warwick Castle
- Wentworth Castle, Yorkshire
- West Hill, Putney, Londra
- Weston Park, Staffordshire
- Whitehall, Londra
- Whitley Beaumont, Yorkshire
- Widdicombe, Devon, Slapton
- Wimbledon House, Londra
- Wimbledon Park, Londra
- Wimpole Hall, Cambridgeshire
- Woburn Abbey, Bedfordshire
- Wolterton, Norfolk
- Woodchester, Gloucestershire
- Woodside, Berkshire
- Wootton Place Rectory, Oxfordshire
- Wotton House, Buckinghamshire
- Wrest Park, Bedfordshire
- Wrotham, Kent
- Wycombe Abbey, Buckinghamshire
- Wynnstay, Clwyd, Galles
- Youngsbury, Hertfordshire